# アルバトロス・ビュー
『アルバトロス・ビュー』（英: ALBATROSS-VIEW）は、株式会社ALBAが発行・プレジデント社が発売する月2回刊ゴルフ雑誌。通称『アルバ』。毎月第2・第4木曜日発売。

## 概要
1987年4月2日に小池書院が発行・毎日新聞社が発売で創刊された。
日本のゴルフ雑誌の中では随一の発行部数を誇り、主に30代から40代の支持率が高い。表紙はかつてはプロゴルファーのイラストだったが、現在はプロゴルファーの写真となっている。「ゴルフレッスン誌」というキャッチコピーの通り、プロゴルファーによるゴルフのテクニックやクラブについての情報などが掲載されている。ゴルフ漫画も掲載されており、漫画によるゴルフレッスンも存在する。かつては『アルバコミック』という本誌の増刊のゴルフ漫画雑誌が存在していたが、現在は休刊となっている。
2005年3月31日、インターネット広告事業を行う企業「オプト」が、同社の子会社であるエフティーユニットリーシングにより小池書院の営業（『アルバ』の発行）を譲り受けることを決議、同年4月にエフティーユニットリーシングの社名を株式会社ALBAに改名して設立、同時に『アルバ』の刊行を開始した。
2008年11月、ALBAの当時の経営陣がマネジメント・バイ・アウトを実施、オプトの資本傘下から離脱する。同時にALBAの事業を出版事業と新規事業の2つに分け、出版事業をALBA、新規事業を「株式会社ALBAパートナーズ」として再スタートする。
2017年1月に株式会社ALBAと『週刊パーゴルフ』発行元の株式会社パーゴルフが合併してグローバルゴルフメディアグループ株式会社が発足し、以後は両誌とも同社が発行する。その後2021年6月22日に週刊パーゴルフが休刊。2023年1月、社名を再度「株式会社ALBA」に変更する。
2010年8月、スポーツ小売事業を行う企業「ゼビオ」と資本業務提携を結ぶ。ゼビオは株式会社ALBAの株の5.66％を保有するとともに、株式会社ALBAパートナーズを買収しゼビオの連結子会社とする。そのため、公式サイトの「ALBA Net」は、株式会社ALBAとゼビオの子会社「ゼビオコミュニケーションネットワークス株式会社」が共同で運営している。

## 漫画

### 連載中
- 漫画レッスン宮里道場　ナンクルナイサで行こう!!（脚本：かわさき健、画：本島幸久）
- 「ビジョン54」のゴルフ（作：ピア・ニールソン、リン・マリオット、画：政岡としや）
- BREAK2!!(ブレイク×ブレイク)（作：中原まこと、画：高田靖彦）
- バブルにOB!?（シナリオ：木口銀、漫画：もりやまつる）

### 連載終了
- 光る風（作：高橋三千綱、画：高橋功一郎）
- 新上ってなンボ!! 太一よ泣くな（作：小池一夫、画：叶精作）
- 新々上ってなンボ!! 太一よ泣くな（作：小池一夫、画：叶精作）